# Глибока (Нижньотуринський міський округ)
Глибо́ка (рос. Глубокая) — селище у складі Нижньотуринського міського округу Свердловської області.
Населення — 20 осіб (2010, 30 у 2002).
Національний склад населення станом на 2002 рік: росіяни — 94 %.
Стара назва — Глибоке.